# سوالفنا حلوة (برنامج)
سوالفنا حلوة برنامج اجتماعي ترفيهي يناقش قضايا بمختلف مجالاتها من خلال مجموعة من المذيعين من دول عربية مختلفة بقيادة المذيعة الرئيسية للبرنامج مريم أمين بث لأول مرة على قناة دبي في عام 2004

## فكرة البرنامج
البرنامج يتكون عادة من فقرتين إلى ثلاث فقرات رئيسيات يتم تسليط الضوء على إحدى الظواهر أو المشاكل الأجتماعية تتم مناقشتها بين مذيعي البرنامج، كما يوجد فقرات أخرى فرعية في البرنامج كالمسابقات وغيرها.

## مذيعي البرنامج
- مريم أمين
- فاطمة الطباخ
- فرح بن رجب
- إبراهيم بادي
- بشار الشطي
- بشار غزاوي
- نوليا مصطفى
- ريتا خوري
- مروان عبد الله
- ندى الشيباني
- عدنان الحميد
- إلهام وجدي
- عبد العزيز أحمد
- إبتسام أمين
- شكران مرتجى
- بياريت قطريب
- مياسه أبو السعود

## بعض فقرات البرنامج
- الشعر المكسور
- اخترعوا واكتشفوا
- مع أو ضد
- ميوزك كولر
- صورة وحزورة
- طريف وظريف

قالب:سوالفنا حلوة